# Kanton Espalion
Der Kanton Espalion war bis 2015 ein französischer Wahlkreis im Département Aveyron in der Region Midi-Pyrénées. Er umfasste sechs Gemeinden im Arrondissement Rodez; sein Hauptort (frz.: chef-lieu) war Espalion. Die landesweiten Änderungen in der Zusammensetzung der Kantone brachten im März 2015 seine Auflösung. Letzte Vertreterin im conseil général des Départements war von 1988 bis 2015 Simone Anglade.

## Gemeinden
| Gemeinde                | Einwohner Jahr | Fläche km² | Bevölkerungsdichte | Code INSEE | Postleitzahl |
| ----------------------- | -------------- | ---------- | ------------------ | ---------- | ------------ |
| Bessuéjouls             | 253 (2013)     | 11,3       | 22 Einw./km²       | 12027      | 12500        |
| Castelnau-de-Mandailles | 551 (2013)     | 35,9       | 15 Einw./km²       | 12061      | 12500        |
| Le Cayrol               | 260 (2013)     | 22,2       | 12 Einw./km²       | 12064      | 12500        |
| Espalion                | 4.376 (2013)   | 36,6       | 120 Einw./km²      | 12096      | 12500        |
| Lassouts                | 311 (2013)     | 30,7       | 10 Einw./km²       | 12124      | 12500        |
| Saint-Côme-d’Olt        | 1.329 (2013)   | 30,1       | 44 Einw./km²       | 12216      | 12500        |